# Grote Prijs van de Morbihan voor vrouwen 2025
De vijftiende editie van de wielerwedstrijd Grote Prijs van de Morbihan voor vrouwen vond plaats op 10 mei 2025. De 150 deelneemsters moesten een parcours van 83,9 kilometer in en rond Plumelec afleggen. De wedstrijd had de UCI-categorie 1.1. De Italiaanse Eleonora Gasparrini won, voor de Zwitserse Elise Chabbey en Ségolène Thomas uit Frankrijk.

## Uitslag
| Plaats  | Naam                  | Ploeg                             | tijd     |
| ------- | --------------------- | --------------------------------- | -------- |
| Winnaar | Eleonora Gasparrini   | UAE Team ADQ                      | 2u11'00" |
| 2       | Elise Chabbey         | FDJ-SUEZ                          | z.t.     |
| 3       | Ségolène Thomas       | St Michel-Preference Home-Auber93 | z.t.     |
| 4       | Eline Jansen          | VolkerWessels                     | z.t.     |
| 5       | Victoire Berteau      | Cofidis                           | + 3"     |
| 6       | Nadia Quagliotto      | Cofidis                           | z.t.     |
| 7       | Célia Gery            | FDJ-SUEZ                          | z.t.     |
| 8       | Sarah Van Dam         | CERATIZIT                         | z.t.     |
| 9       | Giada Borghesi        | Human Powered Health              | z.t.     |
| 10      | Célia Le Mouel        | CERATIZIT                         | z.t.     |
| 11      | Ema Comte             | Chambéry                          | + 10"    |
| 12      | Jasmin Liechti        | NEXETIS                           | + 12"    |
| 13      | Jade Wiel             | FDJ-SUEZ                          | z.t.     |
| 14      | Margot Vanpachtenbeke | VolkerWessels                     | + 30"    |
| 15      | Alessia Vigilia       | FDJ-SUEZ                          | + 36"    |
| 16      | Paula Blasi           | UAE Team ADQ                      | + 52"    |
| 17      | Carlotta Cipressa     | Human Powered Health              | z.t.     |
| 18      | Noä Jansen            | Liv AlUla Jayco Cont.             | z.t.     |
| 19      | Alli Anderson         | Black Magic p/b Torelli           | z.t.     |
| 20      | Justine Gegu          | Elles-Groupama-Pays de Loire      | z.t.     |